# De Houtvaart
De Houtvaart is een monumentaal openluchtzwembad in Haarlem, gelegen in de wijk Houtvaartkwartier. Het is in 1927 gebouwd in beton in kubistische stijl.
Het zwembad werd voorzien van water door een waterbassin boven de ingang. Dit water werd over de platte daken van de verkleedruimten geleid om op te warmen. Het zwembad was compleet symmetrisch gebouwd, met een vrouwendeel en een mannendeel. Beide delen konden met elkaar verbonden worden door het verwijderen van houten waterschotten. Hierdoor was het bad geschikt  voor trainingen van zwemploegen.
Het zwembad is nog steeds in gebruik en in vrijwel originele staat. Het is sinds 1999 een rijksmonument en wordt beheerd door SRO en vrijwilligers.

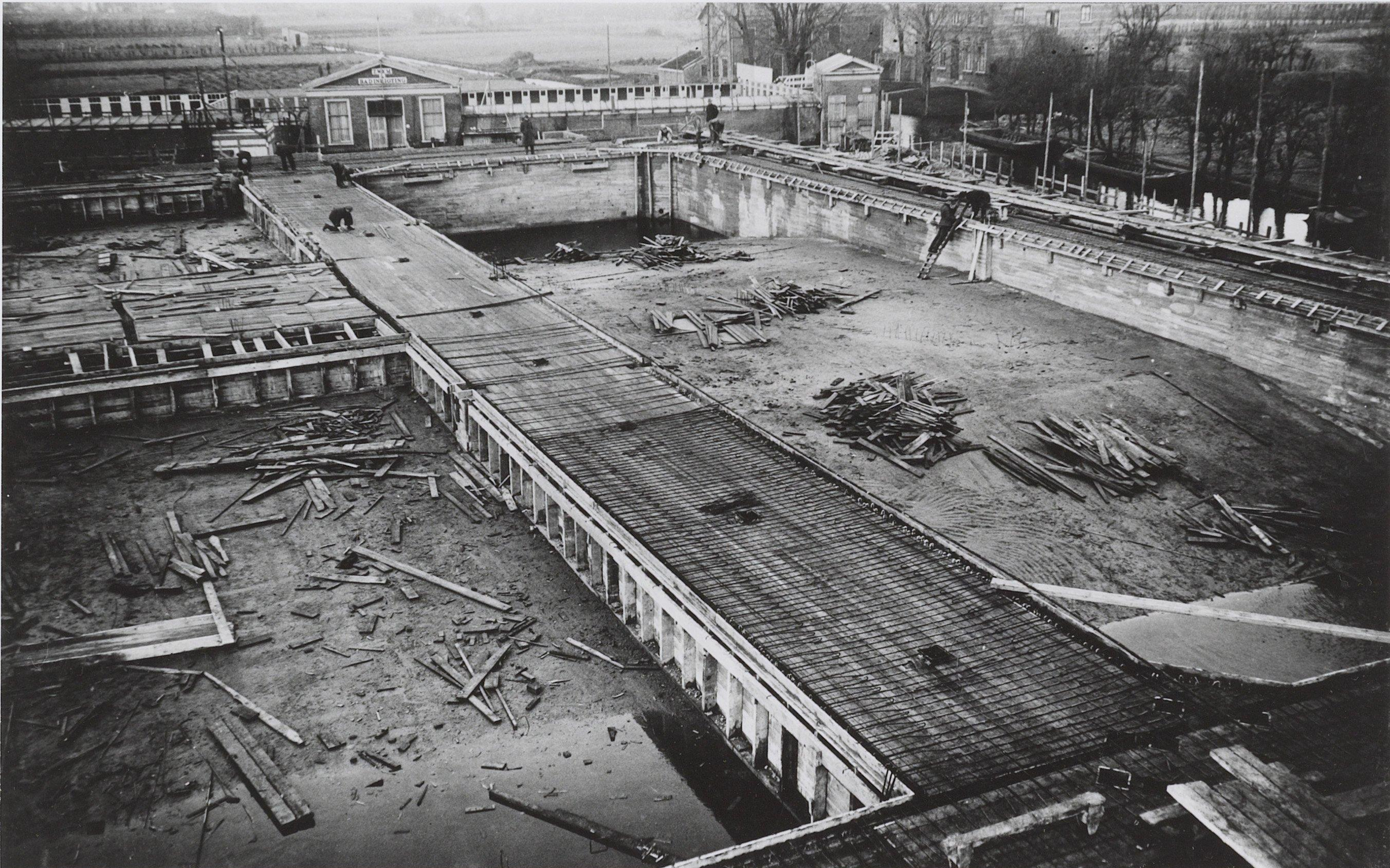
Bouw met achter het oude zwembad.
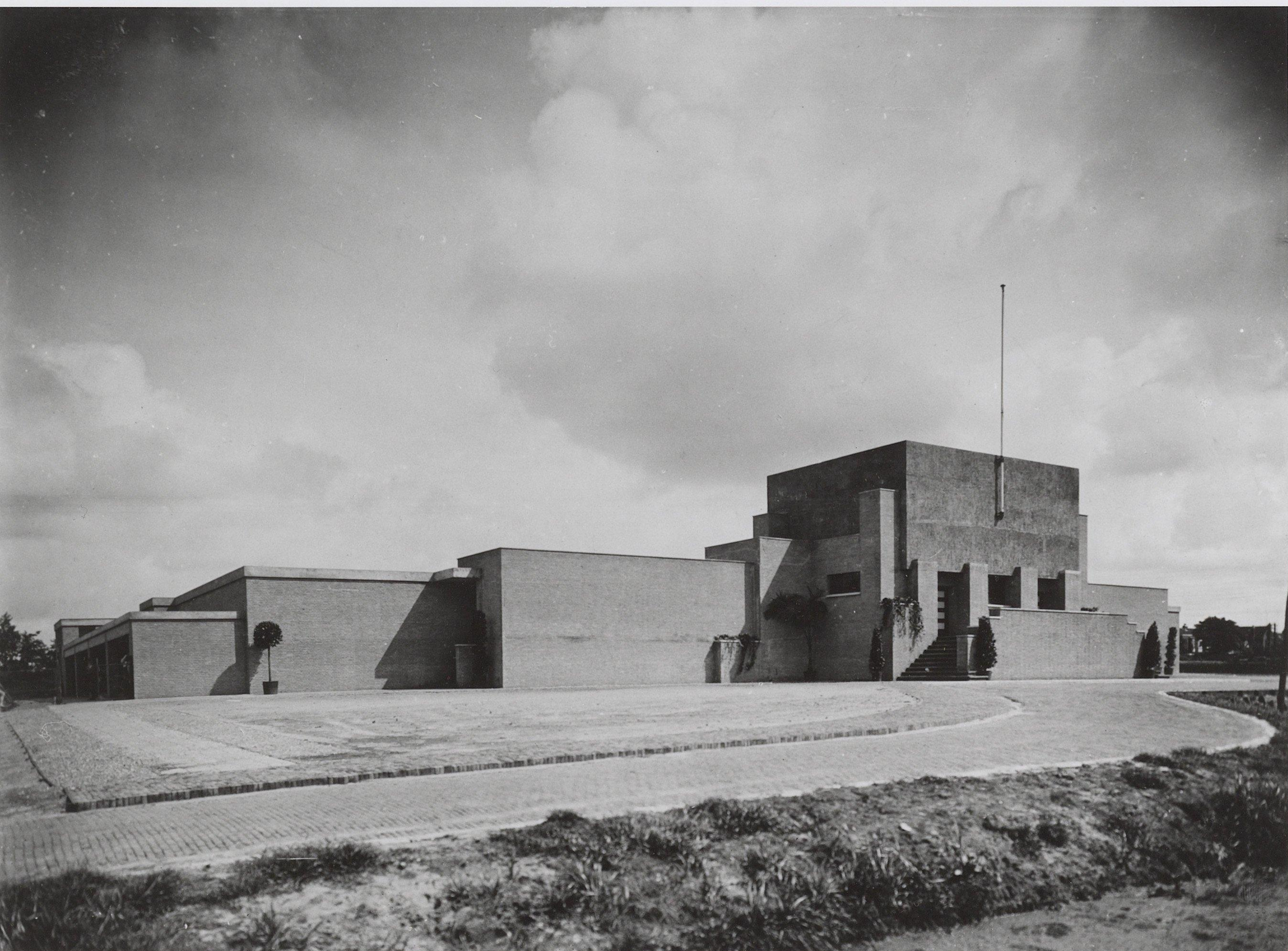
Ingang voor de oplevering in 1926.
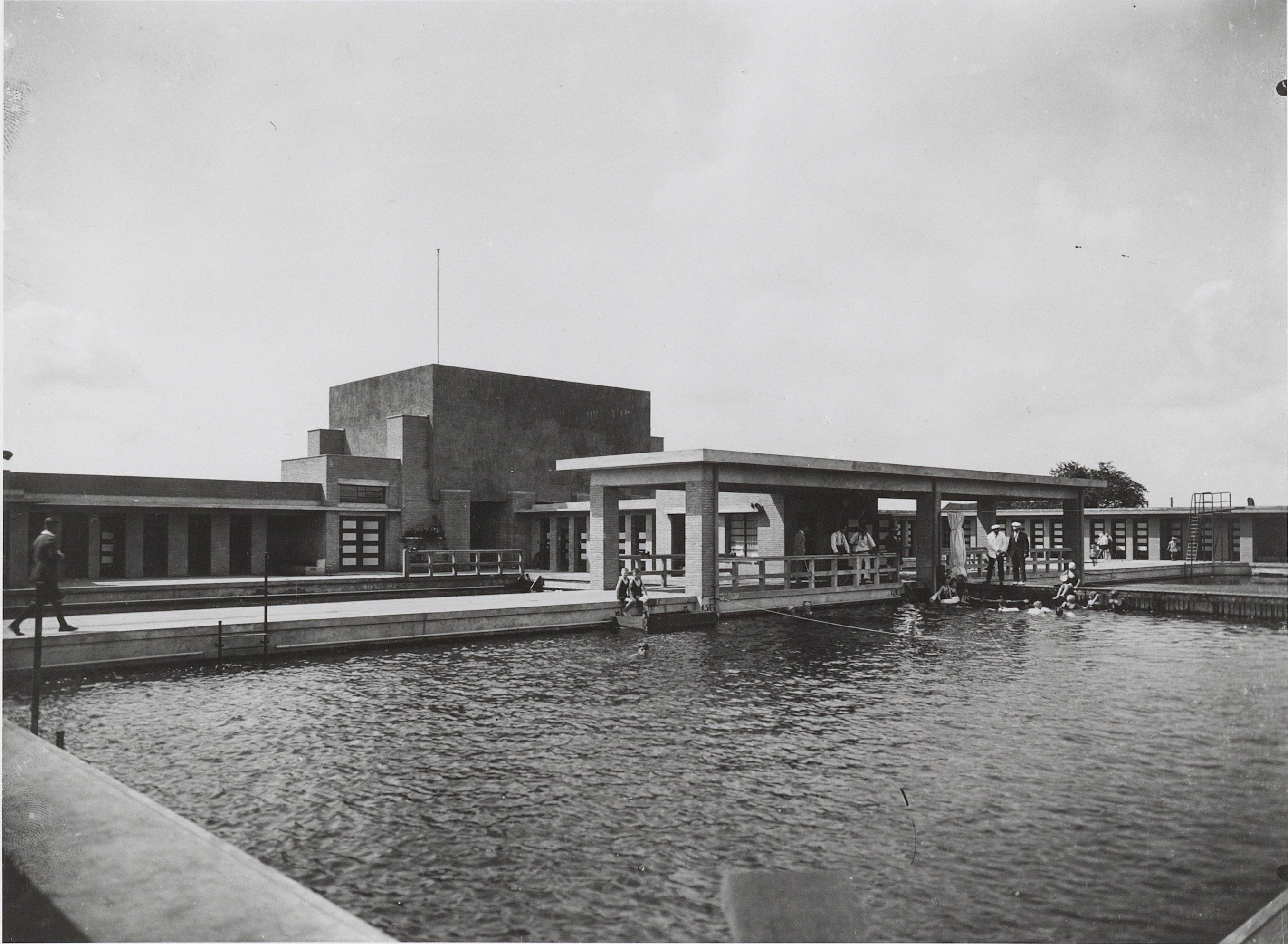
Het nieuwe zwembad in 1927.
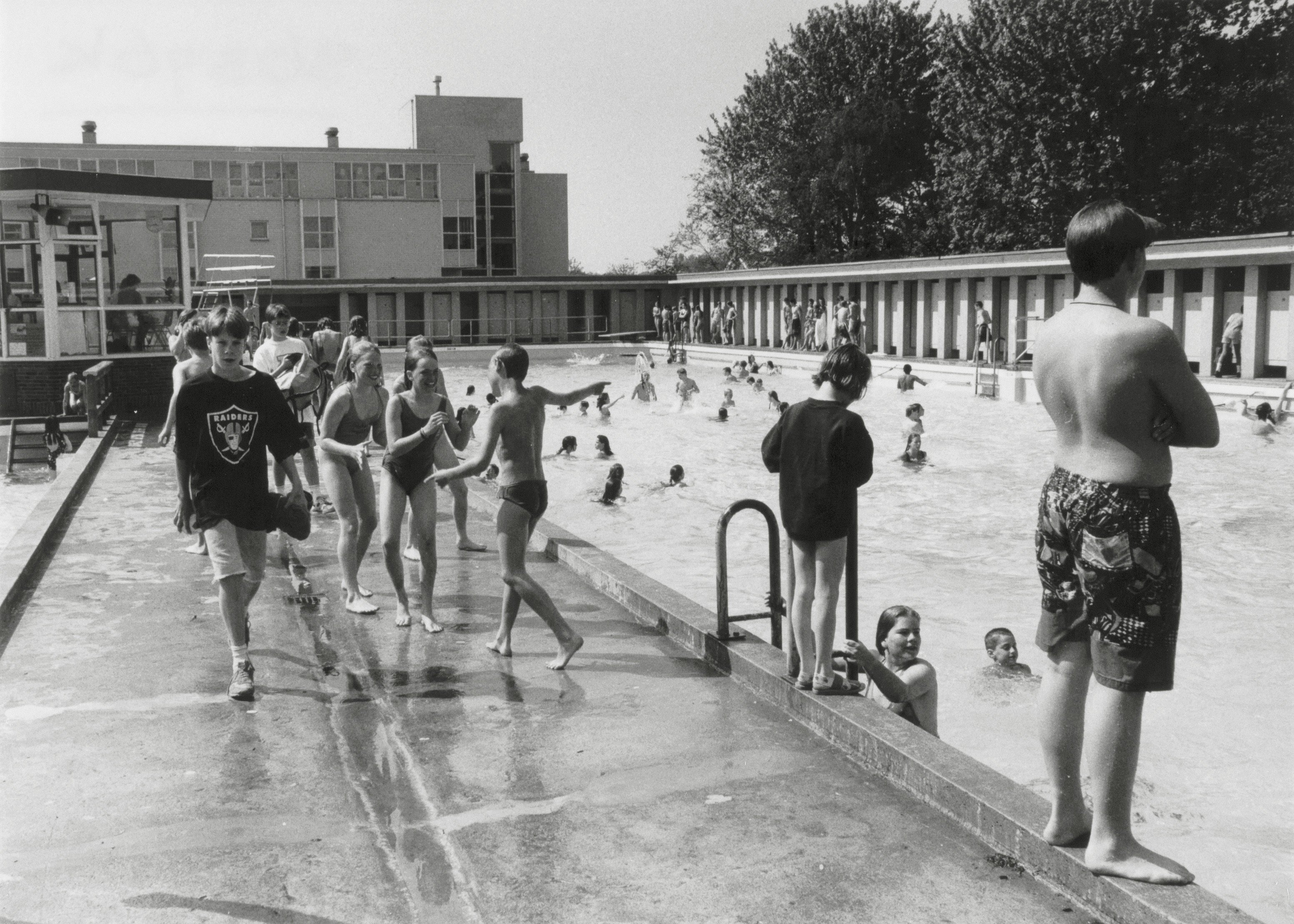
Zwembad De Houtvaart in 1992.